# 슈노사우루스
슈노사우루스(Shunosaurus)는 중생대 쥐라기 중기, 오늘날 아시아 대륙에 서식한 4족보행의 초식공룡이다. '용반류'-'용각하목'-'슈노사우루스과'에 속하는 종이다. 학명은 화석이 발견된 중국의 사천성 지방의 촉한(蜀) 지명에서 유래되었고, "슈(shu)의 도마뱀"이란 의미를 갖고 있다.

## 형태
전체 몸 길이는 약 10~15m, 체중은 7~10t가량 되었을 것으로 추정된다. 머리와 목이 짧고, 전체적으로 체형이 짧은 편이다. 꼬리 끝부분에 뼈가 볼록한 모양이고, 4개의 가시모양의 돌기가 돋아 있다. 이것은 천적으로부터 꼬리를 흔들어 방어하는데 사용했을 것으로 추정된다.